# Archistilbia cineracea
Archistilbia cineracea är en fjärilsart som beskrevs av Sergius G. Kiriakoff 1954. Archistilbia cineracea ingår i släktet Archistilbia och familjen tandspinnare. Inga underarter finns listade i Catalogue of Life.